# Give Us a Kiss
Give Us a Kiss is het zevende studioalbum van de Nederlandse indierockband Scram C Baby. Het album werd uitgebracht op 12 oktober 2018. Het was het eerste album van de band in acht jaar.

## Ontvangst
Het album werd door Atze de Vrieze van 3voor12 "een sterke, speels-ruwe plaat" genoemd. Menno Pot van De Volkskrant beoordeelde het album met vijf sterren. Volgens hem zijn "de intensiteit en de ongrijpbaarheid" van eerder werk gebleven, maar is er "hoorbaar langer geschaafd". Hij noemde de nummers "af", in tegenstelling tot waar de band bekend om stond. Jan Vollaard van NRC gaf vier van vijf sterren. Waar De Vrieze en Pot de sound van de single "Elephant" vergeleken met die van dEUS, schreef Vollaard dat het album eerst klinkt als Pavement of Grandaddy voordat "de Amsterdammers zichzelf een schop onder de kont" geven en een "onverwachte kant" op gaan.

## Tracklist
| Nr. | Titel                | Duur |
| --- | -------------------- | ---- |
| 1.  | Shine a Little Light | 3:03 |
| 2.  | Elephant             | 4:58 |
| 3.  | Soul Marinera        | 2:56 |
| 4.  | Xxx                  | 2:25 |
| 5.  | Blade Dream          | 2:32 |
| 6.  | Magical Town         | 3:56 |
| 7.  | Half Speed           | 2:29 |
| 8.  | Arrested by Love     | 1:46 |
| 9.  | Treehouse            | 2:49 |
| 10. | Kill Screen          | 2:26 |
| 11. | 15 Minutes           | 2:38 |
| 12. | Throw Me to the Kids | 3:07 |

- MusicBrainz release group: b9814c9d-cfdd-4d7a-b3d6-d0f72cc46a76